# Pokémon Ranger: Shadows of Almia
Pokémon Ranger: Shadows of Almia (ポケモンレンジャー バトナージ, Pokemon Renjā: Batonāji) é um jogo da série Pokémon para Nintendo DS, lançado no Japão em Março de 2008. É a sequência do jogo anterior, Pokémon Ranger. Passa-se em Almia (Arumia), uma nova Região distante das Regiões principais, Kanto, Johto, Hoenn e Sinnoh.
Diferentemente do primeiro jogo, ao invés de ter um Plusle ou um Minun como parceiro, é possível escolher entre 17 Pokémon, um para cada tipo. Apresenta 270 dos 493 Pokémon.

## Enredo
Podendo escolher entre um menino e uma menina, o jogador começa graduando-se na Escola Ranger de Almia. A partir dali, o protagonista deve investigar um mistério que ocorre na Região. As principais missões são: proteger um ovo de Manaphy; resgatar um Riolu; capturar um Darkrai que está causando problemas (depois dessas três primeiras missões os Pokémon poderão ser transferidos para Pokémon Diamond ou Pearl); capturar Dialga e Palkia; e a missão mais recente: capturar Shaymin.